# Nebanch
Nebanch war ein hoher altägyptischer Beamter und einer der bestbezeugten der 13. Dynastie, der um 1700 v. Chr. lebte.
Sein Vater Sobekhotep war einfacher Domänenverwalter, seine Mutter war die Herrin des Hauses Hapyu. Sein Bruder war der große Schreiber des Wesirs Dedusobek/Bebi, dessen Tochter Nubchaes große Königsgemahlin wurde. Einer ihrer Brüder war der Herold von Theben Sobekemsaf, der wiederum von einer Statue bekannt ist, die sich heute im KHM Wien befindet.
Unter Neferhotep I. erscheint Nebanch als Königsbekannter im Umfeld des Herrschers in fünf Felsinschriften bei Assuan. Er wird zusammen mit dem Schatzmeister Senebi genannt, in dessen Verwaltung er wahrscheinlich diente. Unter Sobekhotep IV. ist er dann zum Oberdomänenverwalter befördert worden und leitete Expeditionen des Königs in den Wadi Hammamat und in den Wadi el-Hudi. 
Das Grab des Nebanch ist bisher nicht gefunden worden, doch ist es möglich, dass er in Abydos bestattet wurde. Dort fanden sich viele Objekte mit seinem Namen. Darunter eine Stele mit einem Hymnus, das Fragment einer Statue und Blöcke von einem Türsturz. Vom Nebanch stammt auch einer der ältesten bekannten Herzskarabäen. Dieser ist mit dem Totenbuchspruch Nr. 30 beschriftet und befindet sich heute im Britischen Museum. Der Fundort dieses Objektes ist leider unbekannt.

## Bekanntheit in der Ägyptologie
Nebanch hat des Weiteren einige Bekanntheit unter Ägyptologiestudenten und Ägyptologen erlangt, da das Lied von einer Stele aus Abydos, die der Sänger Tjen-aa, dem Nebanch widmete, in der berühmten Grammatik von Alan Gardiner als Übungstext erscheint:
Der Sänger Tjeni-aa, er sagt:
Oh wie fest bist du an deinem Platz der Ewigkeit in
deiner Kapelle der Dauerhaftigkeit!
Sie ist gefüllt sein mit Nahrungsopfern,
indem sie enthält alle guten Dinge.
Dein Ka sei mit Dir,
es möge dich nicht verlassen
Oh königlicher Siegler, Oberdomänenverwalter Nebanch
Dir gehört der süsse Hauch des Nordwindes.
So spricht sein Sänger, der seinen Namen am Leben erhält.
Der ehrwürdige Sänger Tjeni-aa, den er liebt
der zu seinem Ka jeden Tag singt.